# HMS Hunter (D80)
HMS Hunter (D80), nguyên là tàu sân bay hộ tống USS Block Island (CVE-8) (ký hiệu lườn ban đầu AVG-8 và rồi là ACV-8) của Hải quân Hoa Kỳ thuộc lớp Bogue, được chuyển cho Hải quân Hoàng gia Anh Quốc, ban đầu dưới tên HMS Trailer, và đã phục vụ trong Chiến tranh Thế giới thứ hai. Sau chiến tranh nó được hoàn trả cho Mỹ, được bán để hoạt động cho hàng hải thương mại tư nhân, được đổi tên thành Almdijk, và cuối cùng bị tháo dỡ vào tháng 10 năm 1965 tại Tây Ban Nha.

## Thiết kế – Chế tạo – Chuyển giao
Nó được đặt lườn vào ngày 15 tháng 5 năm 1941 như một tàu hàng kiểu C3-S-A1 tên gọi Mormacpenn theo hợp đồng với Ủy ban Hàng hải Hoa Kỳ; được chế tạo bởi hãng Ingalls Shipbuilding tại Pascagoula, Mississippi, và được hạ thủy vào ngày 22 tháng 5 năm 1942. Được Hải quân Hoa Kỳ sở hữu vào ngày 9 tháng 1 năm 1943, nó đồng thời được chuyển cho Anh Quốc theo chương trình Cho thuê-cho mượn cùng ngày hôm đó dưới tên gọi Trailer. Vào ngày 11 tháng 1 năm 1943, nó được đổi tên thành HMS Hunter (D80)

## Lịch sử hoạt động
Hunter đã tham gia các chiến dịch Zipper và Tiderace nhằm tái chiếm Malaya và Singapore từ tay Nhật Bản vào tháng 8 năm 1945. Con tàu được chính thức hoàn trả cho Hoa Kỳ vào ngày 29 tháng 12 năm 1945, rồi được bán để hoạt động cho hàng hải thương mại tư nhân vào ngày 17 tháng 1 năm 1947 dưới tên gọi Almdijk. Cuối cùng vào tháng 10 năm 1965, con tàu bị bán để tháo dỡ tại Tây Ban Nha.